# Bernard Lagacé
Bernard Lagacé (Saint-Hyacinthe (Quebec), 21 november 1930 – 11 februari 2025) was een Canadees organist en klavecinist.

## Levensloop
Op veertien jarige leeftijd was Lagacé al organist in het Seminarie van Saint-Hyacinthe waar hij lessen volgde bij Conrad Letendre. In 1948 verving hij Raymond Daveluy aan het orgel van de Saint-Jean-Baptistekerk, waar hij in 1950 titularis van werd. Tegelijk studeerde hij bij Yvonne Hubert (piano) en Gabriel Cusson (harmonie en contrapunt). Hij kon vervolgens in Parijs gaan studeren bij de blinde André Marchal (1954-55) en in Wenen bij Anton Heiller (1956). Tegelijk studeerde hij klavecimbel bij Isolde Ahlgrimm, Eta Harich-Schneider en Ruggiero Gerlin.
Terug in Montreal (Canada) (1957), werd hij leraar aan het Muziekconservatorium van deze stad (1957-78) en aan de Universiteit Concordia (1978). Gedurende de zomermaanden doceerde hij onder meer in het Centre musical CAMMAC, de Choate Music Seminars van Wallingford, Conn., de Centre d'art d'Orford JMC, de Académie d'été de Saint-Hubert in België, de Académie d'orgue in Saint-Dié-des-Vosges Frankrijk. Lagacé heeft heel wat leerlingen gevormd onder wie zijn vrouw Mireille, zijn dochter Geneviève, Luc Beauséjour, Helen Dugal, Dom André Laberge, Lucien en Réjean Poirier, Marc-André Doran en Wilhelmina Tiemersma.
Stichtend lid van de groep Ars Organi, heeft hij actief bijgedragen tot de heropleving van het klassieke orgel in Noord-Amerika. Hij trad op als jurylid in verschillende internationale wedstrijden in Engeland, België, Frankrijk, Ierland en Canada. Zo was hij in 1973, 1976 en 1979 jurylid voor de internationale orgelwedstrijd in het kader van het Festival Oude Muziek in Brugge.
Als organist kreeg hij internationale bekendheid en gaf talrijke recitals in de Verenigde Staten en in Europa, uiteraard ook in Canada. Sinds 1966 was hij titularis van het orgel in het heiligdom Marie-Reine-des-Cœurs in Montreal. Hij heeft ook een uitgebreid aantal werken laten opnemen.
Ook al heeft hij alle grote werken van het orgelrepertoire gespeeld, wordt hij toch vooral als specialist van de barokmuziek en meer bepaald van Johann Sebastian Bach beschouwd. Hij heeft tweemaal de opname uitgevoerd van de integrale van al zijn orgelwerken, op het orgel van de kerk van de Onbevlekte Ontvangenis in Montreal (1975-77 en 1987-89). Samen met zijn vrouw heeft hij in dezelfde kerk het integrale oeuvre voor orgel van Dietrich Buxtehude opgenomen (1978-79). Daarnaast heeft hij ook veel werk van Johannes Brahms opgenomen.
Lagacé overleed op 11 februari 2025 op 94-jarige leeftijd.

## Eerbetoon
- Prix Denise-Pelletier (regering Quebec) 1978
- Prix de musique Calixa-Lavallée 1989
- Lid van de Ordre du Canada, 1985

## Discografie
Hierna een selectie van de opnamen door Lagacé.
- J. S. Bach - J. Brahms : 11 Chorals et Fugue en la b, Titanic Records, 1978
- S. Scheidt - Tabulatura Nova III, extraits de Tabulatura Nova I, Disques Calliope, 1980
- J. S. Bach - Orgelbüchlein / Complete Little Organ Book, Disques Analekta, 1991
- J. S. Bach - Chorals de Leipzig, Disques Analekta, 1991
- Musique allemande du 17° siècle, Titanic Records, 1991
- J. S. Bach - J. S. Bach : Variations Goldberg BWV 988 à l'orgue, Disques Analekta, 1995